# Pekařská (předměstí Brna)
Pekařská (též Pekařská Ulice, německy Bäckergasse) je bývalá předměstská čtvrť Brna, která byla do roku 1941 také samostatným katastrálním územím. Tvořilo ji okolí dnešních ulic Pekařské a Kopečné. Oblast je dnes součástí Starého Brna a městské části Brno-střed.

## Historie
Zástavba v prostoru pozdější Pekařské ulice existovala již v raném středověku, nejpozději v první čtvrtině 13. století. Vyrostla kolem přirozené cesty spojující níže položené Staré Brno se sedlem mezi Špilberkem a Petrovem, za nímž se před polovinou 13. století konstituovalo město Brno. V sedle vznikla po ohrazení města Brněnská brána. Druhá cesta se odpojovala u Provaznického vršku a vedla pod svahy Petrova k Židovské bráně. Zatímco Pekařská ulice se nacházela na zeměpanské půdě, cesta pod Petrovem, dnešní Kopečná ulice, patřila kostelu Všech svatých na Provaznickém vršku. Po jeho zániku v roce 1645 byla připojena ke zbytku předměstí a stala se Malou Pekařskou, zatímco hlavní cesta byla označována jako Velká Pekařská.
Předměstí Pekařská nezahrnovalo celou délku dnešní Pekařské ulice, ale pouze její horní část, tedy úsek od dnešního Šilingrova náměstí, kde se nacházela Brněnská brána, po křižovatku s dnešní ulicí Anenskou. Domy na severní straně cesty patřily pod Pekařskou až přibližně po čo. 62, kde na ni navazovala zástavba předměstí Křížová. Jižní uliční čára mezi Anenskou a čo. 62 byla tvořena klášterem dominikánek a předměstím U Svaté Anny. V 70. letech 18. století byla jižně od Svrateckého náhonu postavena nová cesta na Staré Brno (dnešní ulice Hybešova), čímž upadl význam Malé Pekařské. Krátce poté vznikla kolem této nové cesty a poblíž náhonu nová dělnická předměstí Silniční a V Jirchářích, urbanisticky navazující na Malou Pekařskou.
Pekařská byla ve správě brněnského magistrátu, byla tzv. magistrátním předměstím. Součástí Brna se stala v roce 1850. V roce 1903 byl na ulici Pekařské zahájen provoz tramvají. Katastrální území Pekařské bylo zrušeno v roce 1941 při katastrální reformě města. Oblast byla tehdy rozdělena mezi katastry Město Brno a Špilberk, od konce 60. let 20. století je celé území bývalého předměstí součástí Starého Brna.

## Galerie

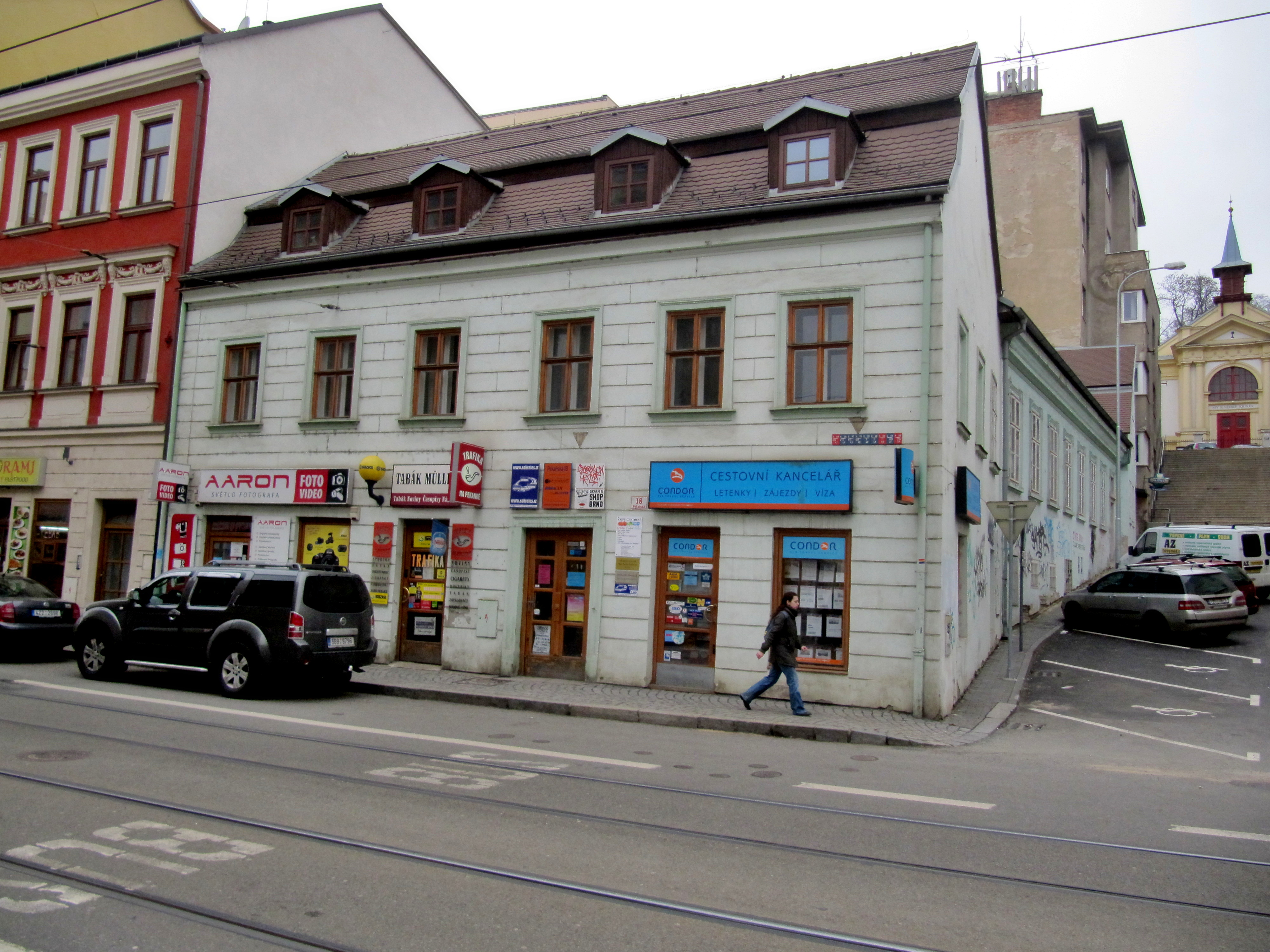
Nájemní dům z 19. století v horní části Pekařské
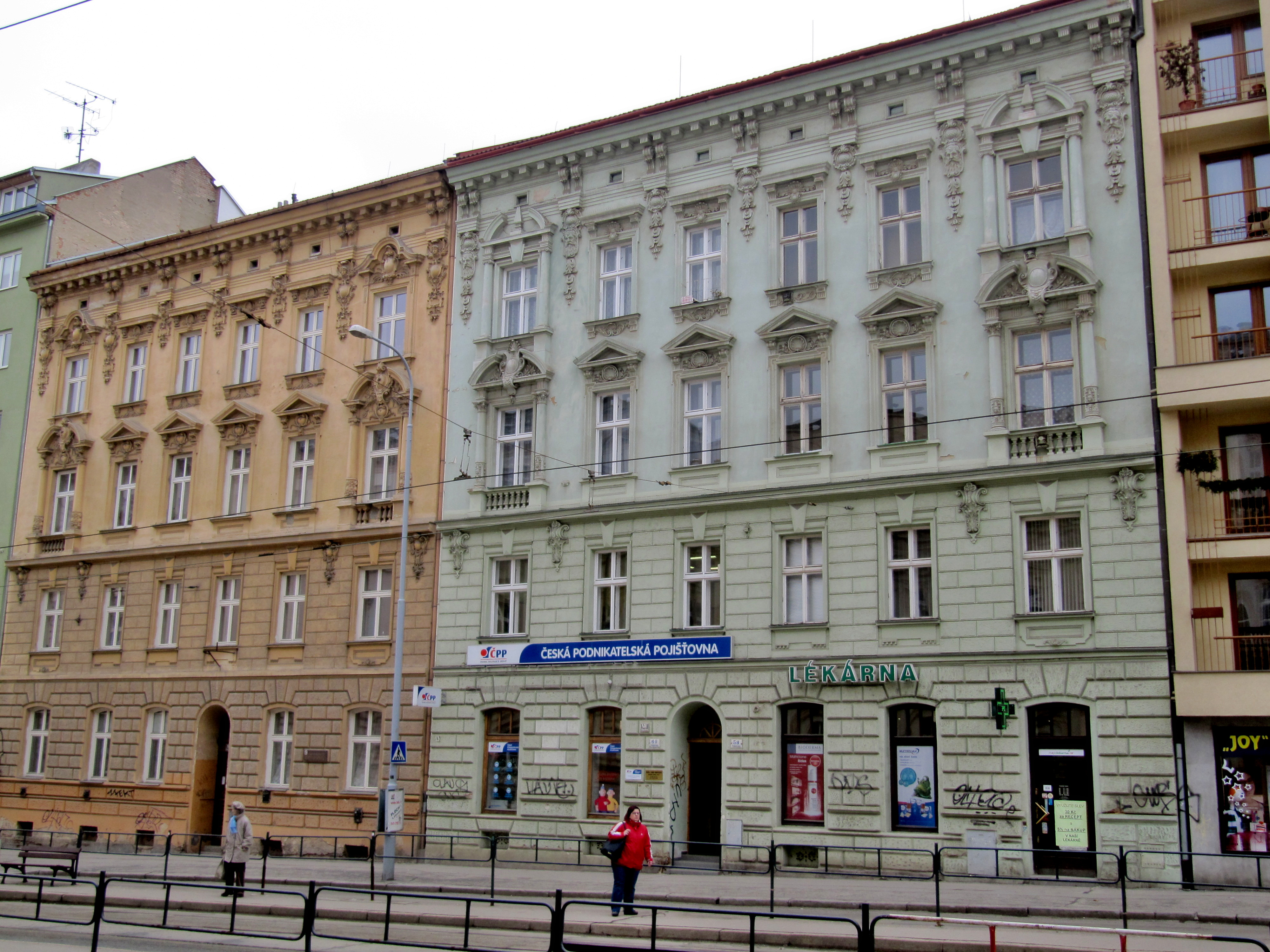
Novorenesanční domy naproti nemocnici u sv. Anny
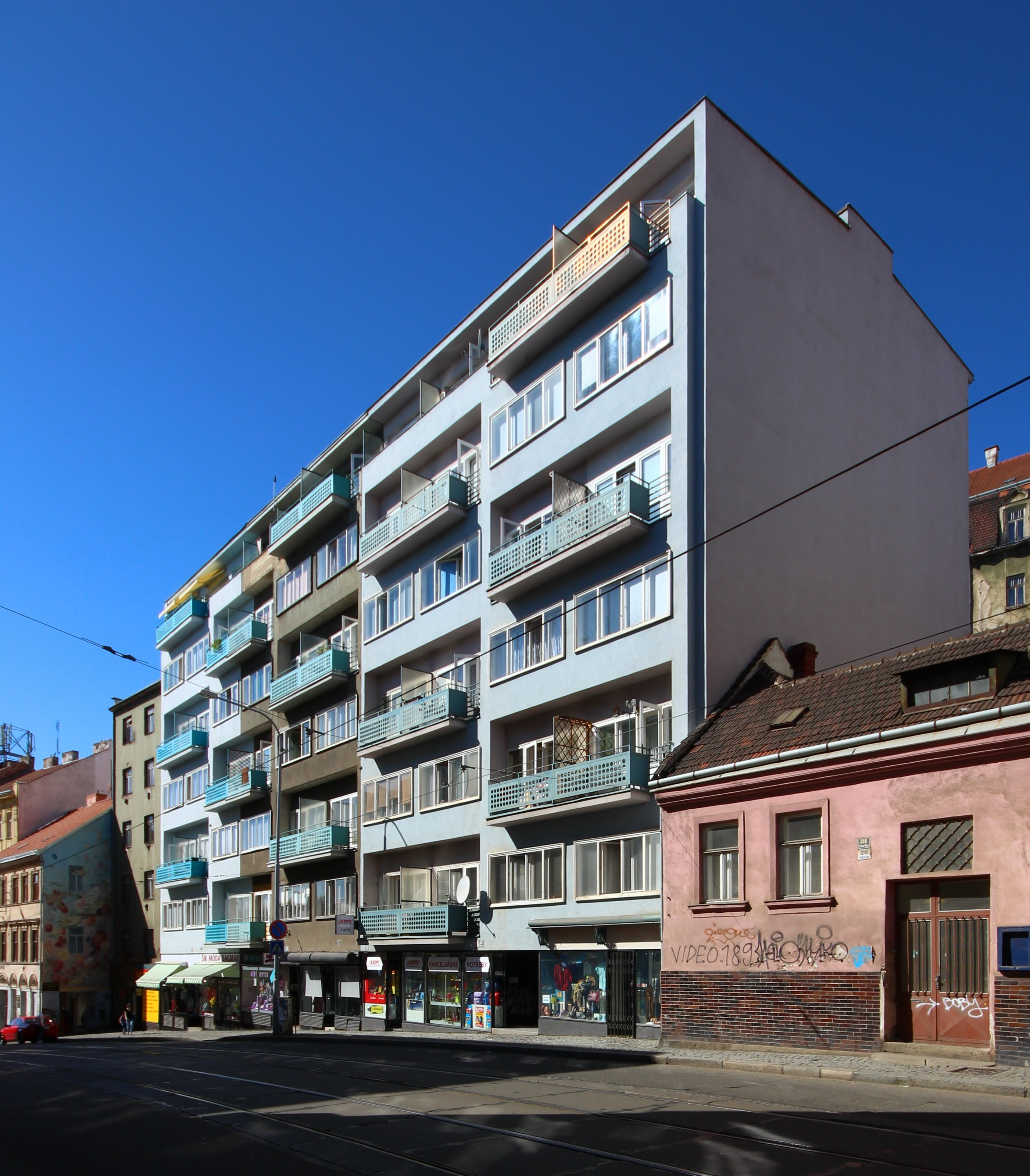
Funkcionalistický dům v Pekařské ulici
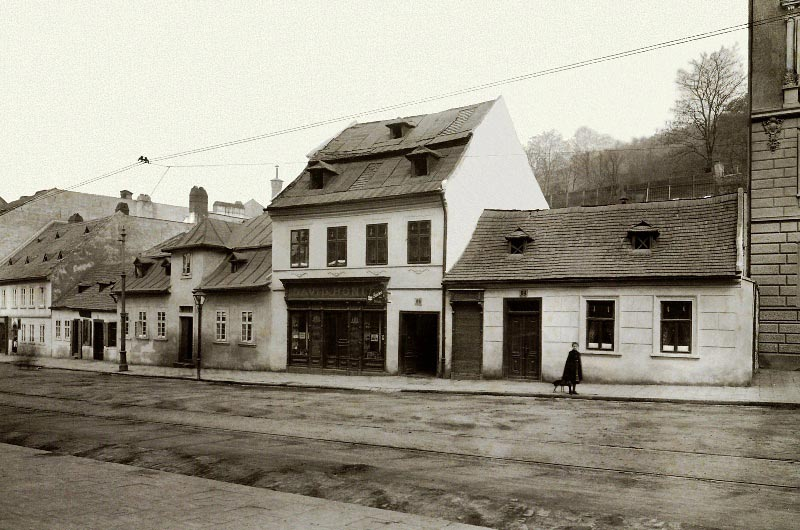
Domky naproti nemocnici u sv. Anny (1908)
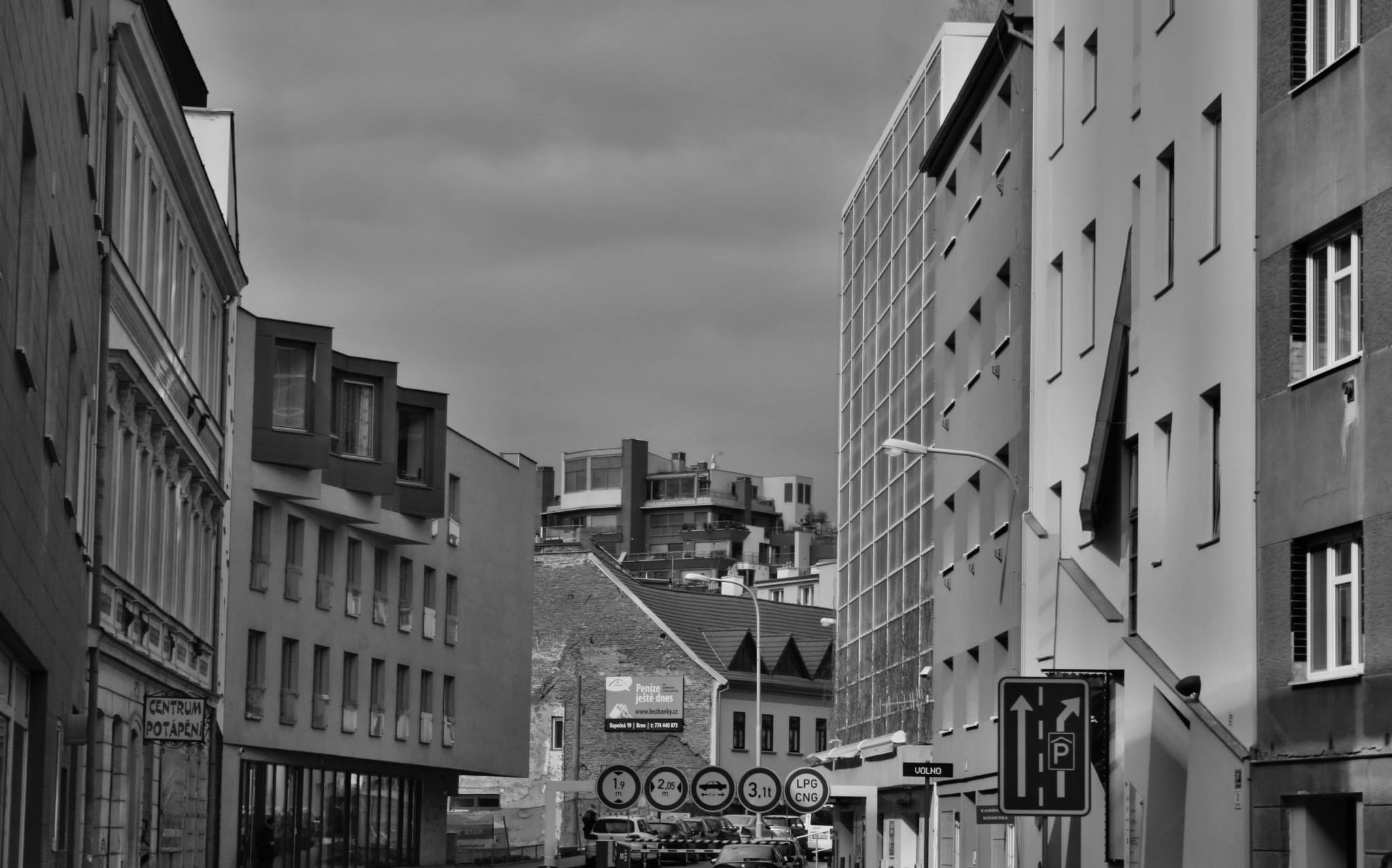
Současná zástavba v Kopečné ulici
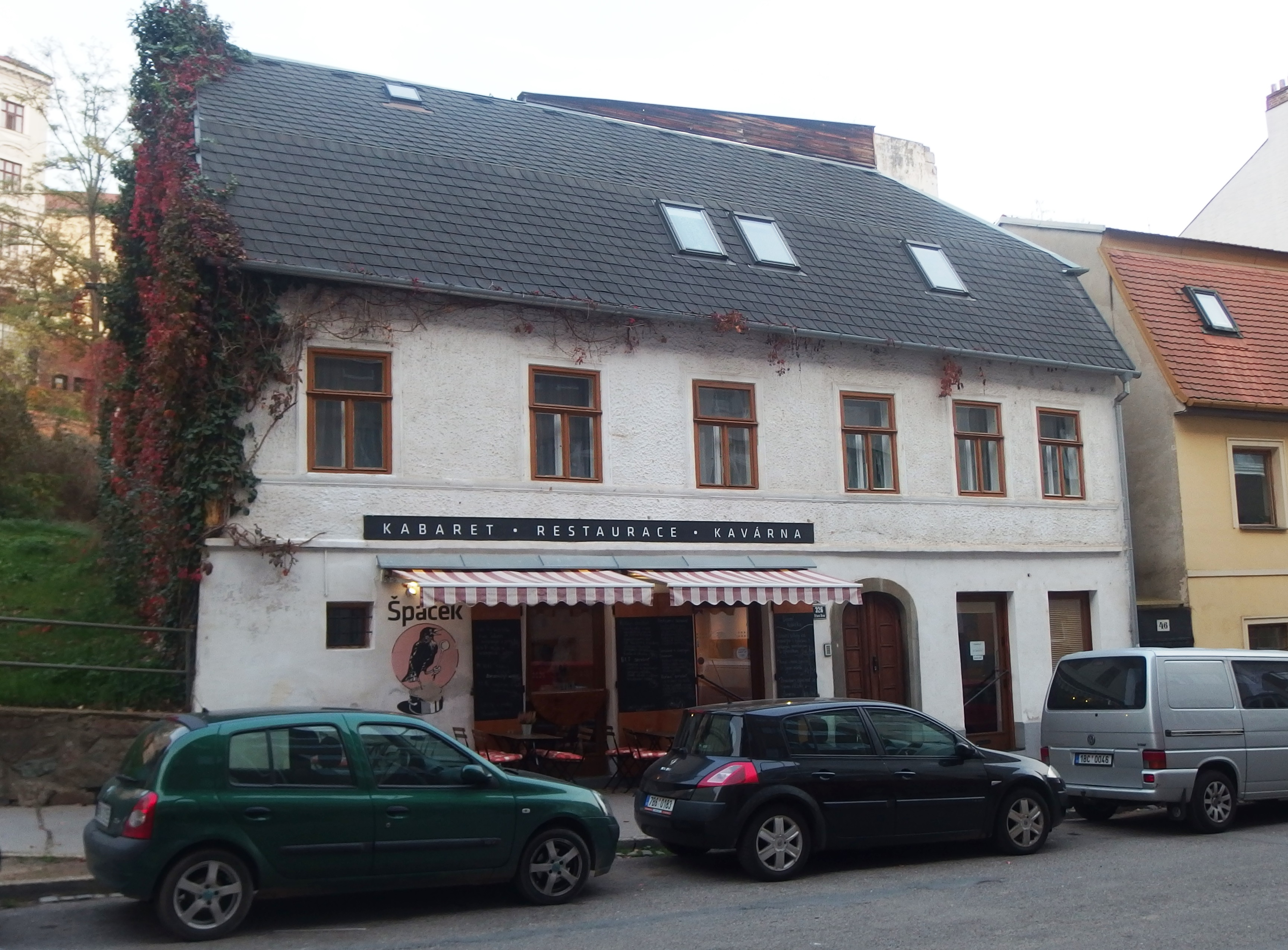
Klasicistní dům v Kopečné ulici
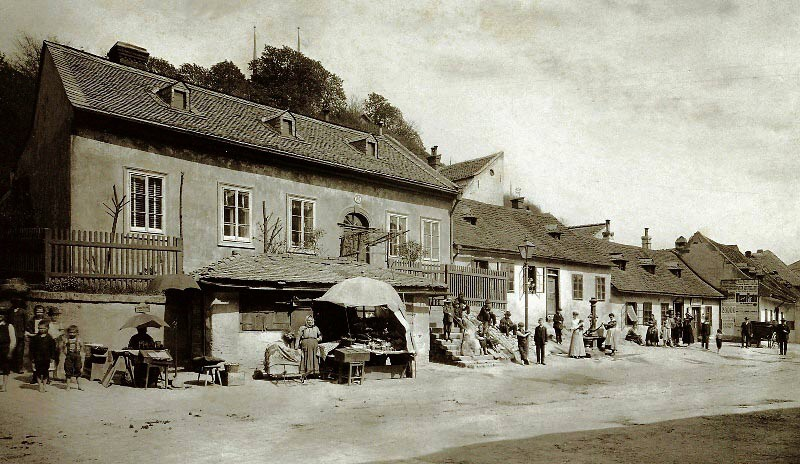
Kopečná ulice v roce 1907